# 山内岳造
山内 岳造 (やまのうち がくぞう、1873年（明治6年）6月26日 - 1960年（昭和35年）6月1日） は、大日本帝国陸軍軍人。
陸軍士官学校9期。最終階級は陸軍少将。

## 経歴・人物
広島県出身。陸軍士官学校を9期工兵科で卒業、功三級。
1919年（大正8年）7月、技術本部員歩校研究部員となり、陸軍大佐に進級する。
1923年（大正12年）10月、第5師団司令部附となり、陸軍少将に進級した。
1924年（大正13年）1月、広島湾要塞司令官に任命される。同年12月、待命となり予備役に編入される。

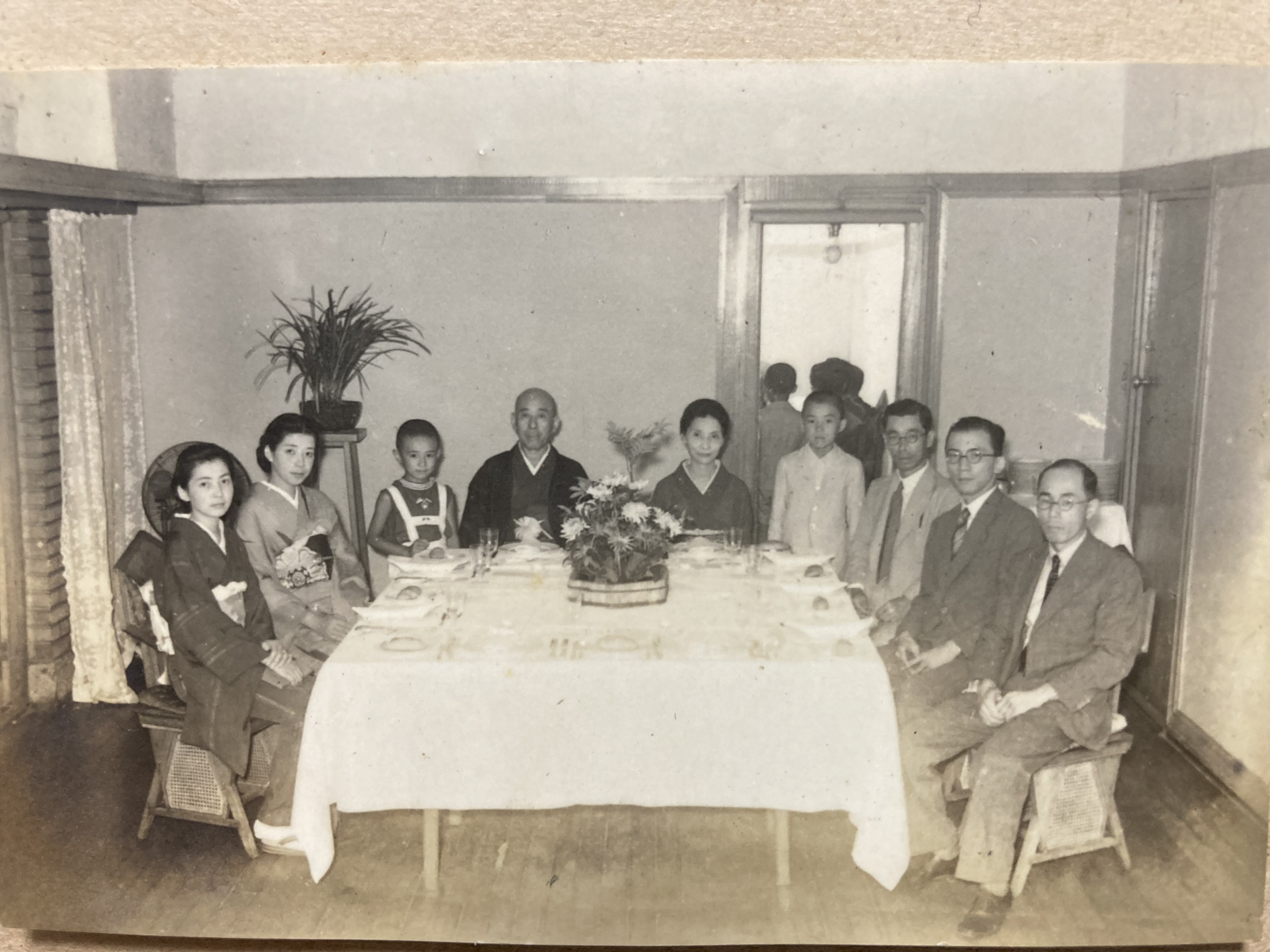
親族

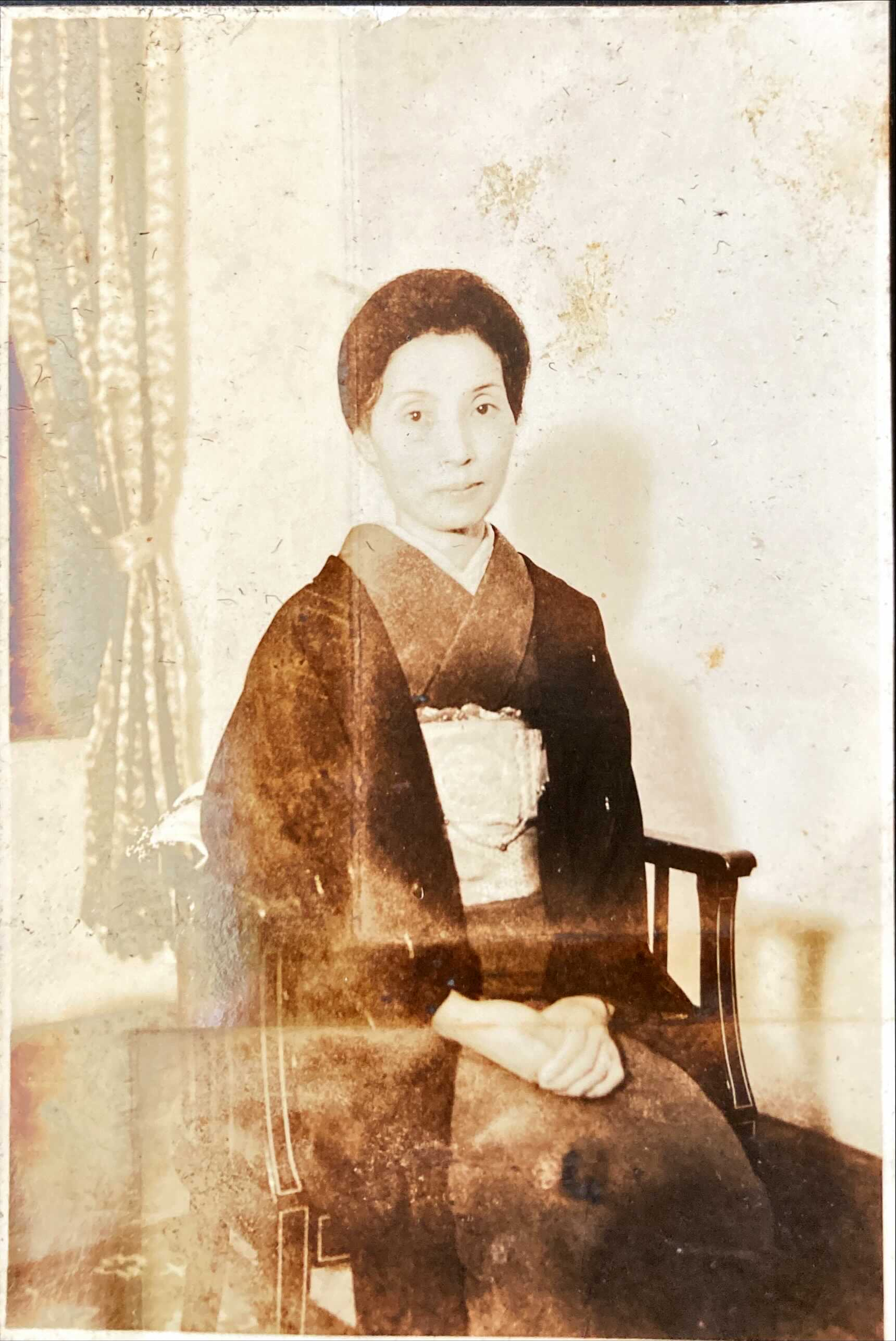
妻　智至